# Eupithecia malaisei
Eupithecia malaisei là một loài bướm đêm trong họ Geometridae.